# Йозеф Мачата
Йозеф Мачата (чеськ. Josef Machata; нар. 13 березня 1914, с. Ґаяри, Австро-Угорщина — пом. 10 липня 1982, Брно, Чехословаччина) — чеський футболіст, нападник, тренер та функціонер.

## Клубна кар'єра
У чемпіонаті Чехословаччини грав за «Русь» (Ужгород), у футболці якої зіграв три матчі, але не відзначився жодним голом. 23 серпня 1936 року в Празі вийшов у стартовому складі в програному (0:6) матчі вищої ліги проти «Спарти». Також виходив у стартовому складі при першич набранич очках у поєдинку з «Находом», який відбувся в неділю, 30 серпня 1936 року в Ужгороді і завершився внічию 2:2. Востаннє виступав у вищому дивізіоні в неділю, 20 вересня 1936 року в Празі, де «Славія» вдома обіграла СК «Русь» з рахунком 10:0. На початку 1937 року повернувся з Ужгорода до Брно, де грав за резервний склад «Жиденице».

### Виступи у вищому дивізіоні
| Рік                             | Матчі | Голи | Хвилини | Клуб                |
| ------------------------------- | ----- | ---- | ------- | ------------------- |
| I ліга 1936/37                  | 3     | 0    | 270     | СК «Русь» (Ужгород) |
| Загалом у I лізі Чехословаччини | 3     | 0    | 270     |                     |

## Кар'єра тренера та функціонера
У 1949 році в Брно було засновано Будинок армії та створено команди БА Брно I, БА Брно II, БА Танкіста, БА Зеніт, БА Шогай, БА Оцел, БА Ясло та БА Слован. На початку 1950-х Йозеф Мачата став спортивним головою в Будинку армії. Було створено воєнізоване формування «Жижка» (Брно), до якого перейшли гравці з усіх попередніх підрозділів гарнізону Брно. Клуб боровся з фінансовими проблемами і в 1957 році увійшов у «Дуклу» (Брно).
Навесні 1958 року нетривалий період часу тренував першу команду «Спартака» Брно (зараз відомий як «Збройовка»), став третім тренером за один сезон після Едуарда Фарда та Йозефа «Пепі» Біцана. Після закінчення весняного сезону його змінив Франтішек Чейка, а Йозеф Мачата перейшов до молодіжної команди.